# Sant Silvestre (Ardecha)
Saint-Sylvestre és un municipi francès situat al departament de l'Ardecha i a la regió d'Alvèrnia-Roine-Alps. L'any 2007 tenia 461 habitants.

## Demografia

### Població
El 2007 la població de fet de Saint-Sylvestre era de 461 persones. Hi havia 179 famílies de les quals 35 eren unipersonals (31 homes vivint sols i 4 dones vivint soles), 62 parelles sense fills, 78 parelles amb fills i 4 famílies monoparentals amb fills.
La població ha evolucionat segons el següent gràfic:
Habitants censats

### Habitatges
El 2007 hi havia 263 habitatges, 177 eren l'habitatge principal de la família, 68 eren segones residències i 18 estaven desocupats. 250 eren cases i 9 eren apartaments. Dels 177 habitatges principals, 136 estaven ocupats pels seus propietaris, 31 estaven llogats i ocupats pels llogaters i 10 estaven cedits a títol gratuït; 2 tenien una cambra, 6 en tenien dues, 28 en tenien tres, 59 en tenien quatre i 82 en tenien cinc o més. 126 habitatges disposaven pel capbaix d'una plaça de pàrquing. A 75 habitatges hi havia un automòbil i a 93 n'hi havia dos o més.

### Piràmide de població
La piràmide de població per edats i sexe el 2009 era:
| Homes | Edats   | Dones |
| ----- | ------- | ----- |
| 0     | 95 o +  | 0     |
| 0     | 90 a 94 | 0     |
| 0     | 85 a 89 | 0     |
| 0     | 80 a 84 | 4     |
| 4     | 75 a 79 | 4     |
| 8     | 70 a 74 | 4     |
| 16    | 65 a 69 | 4     |
| 4     | 60 a 64 | 24    |
| 8     | 55 a 59 | 8     |
| 8     | 50 a 54 | 4     |
| 12    | 45 a 49 | 12    |
| 20    | 40 a 44 | 12    |
| 8     | 35 a 39 | 8     |
| 36    | 30 a 34 | 8     |
| 16    | 25 a 29 | 12    |
| 20    | 20 a 24 | 12    |
| 12    | 15 a 19 | 16    |
| 4     | 10 a 14 | 0     |
| 4     | 5 a 9   | 16    |
| 4     | 0 a 4   | 4     |

## Economia
El 2007 la població en edat de treballar era de 277 persones, 207 eren actives i 70 eren inactives. De les 207 persones actives 197 estaven ocupades (119 homes i 78 dones) i 11 estaven aturades (4 homes i 7 dones). De les 70 persones inactives 24 estaven jubilades, 18 estaven estudiant i 28 estaven classificades com a «altres inactius».

### Ingressos
El 2009 a Saint-Sylvestre hi havia 180 unitats fiscals que integraven 490 persones, la mediana anual d'ingressos fiscals per persona era de 14.444 €.

### Activitats econòmiques
Dels 15 establiments que hi havia el 2007, 1 era d'una empresa alimentària, 2 d'empreses de fabricació d'altres productes industrials, 8 d'empreses de construcció, 3 d'empreses d'hostatgeria i restauració i 1 d'una empresa immobiliària.
Dels 8 establiments de servei als particulars que hi havia el 2009, 1 era un paleta, 1 guixaire pintor, 1 fusteria, 2 electricistes i 3 restaurants.
L'any 2000 a Saint-Sylvestre hi havia 47 explotacions agrícoles que ocupaven un total de 1.024 hectàrees.

## Equipaments sanitaris i escolars
El 2009 hi havia 2 escoles elementals.

## Poblacions més properes
El següent diagrama mostra les poblacions més properes.